# Uenohara

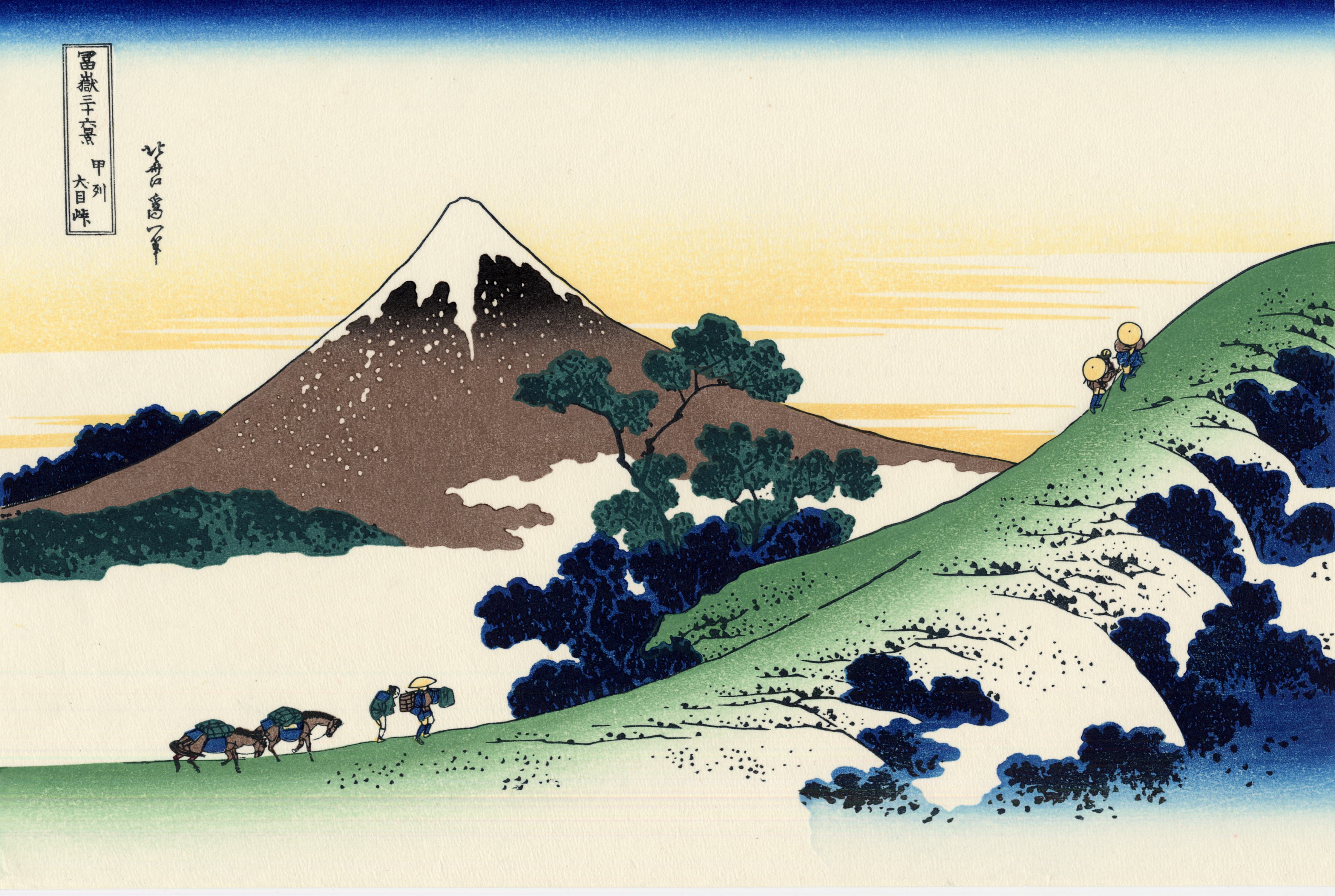
Le Col d'Inume dans la province de Kai, œuvre de Hokusai.

Uenohara (上野原市, Uenohara-shi) est une ville située dans la préfecture de Yamanashi, au Japon.

## Géographie

### Situation
Uenohara est située dans l'extrême est de la préfecture de Yamanashi.

### Municipalités limitrophes
| Kosuge | Okutama  | Hinohara   |
| Ōtsuki | Uenohara | Sagamihara |
| Tsuru  | Dōshi    | Sagamihara |

### Démographie
En 2011, la population d'Uenohara était de 26 988 habitants répartis sur une superficie de 170,65 km2. En juillet 2023, elle était de 21 792 habitants.

### Hydrographie
La ville est traversée par le fleuve Sagami (appelé localement rivière Katsura).

### Climat
Uenohara a un climat caractérisé par des étés chauds et humides et des hivers relativement doux. La température moyenne annuelle à est de 13,4 °C. La pluviométrie annuelle moyenne est de 1 497 mm, septembre étant le mois le plus humide.

## Histoire
Le village moderne d'Uenohara a été créé le 27 décembre 1897. Il obtient le statut de bourg le 1er avril 1955, puis de ville le 13 février 2005 après avoir intégré le village d'Akiyama.

## Transports
La ville est desservie par la ligne Chūō de la JR East.